# Pușelești, Alba
Pușelești este un sat în comuna Avram Iancu din județul Alba, Transilvania, România.